# كهرطيسية

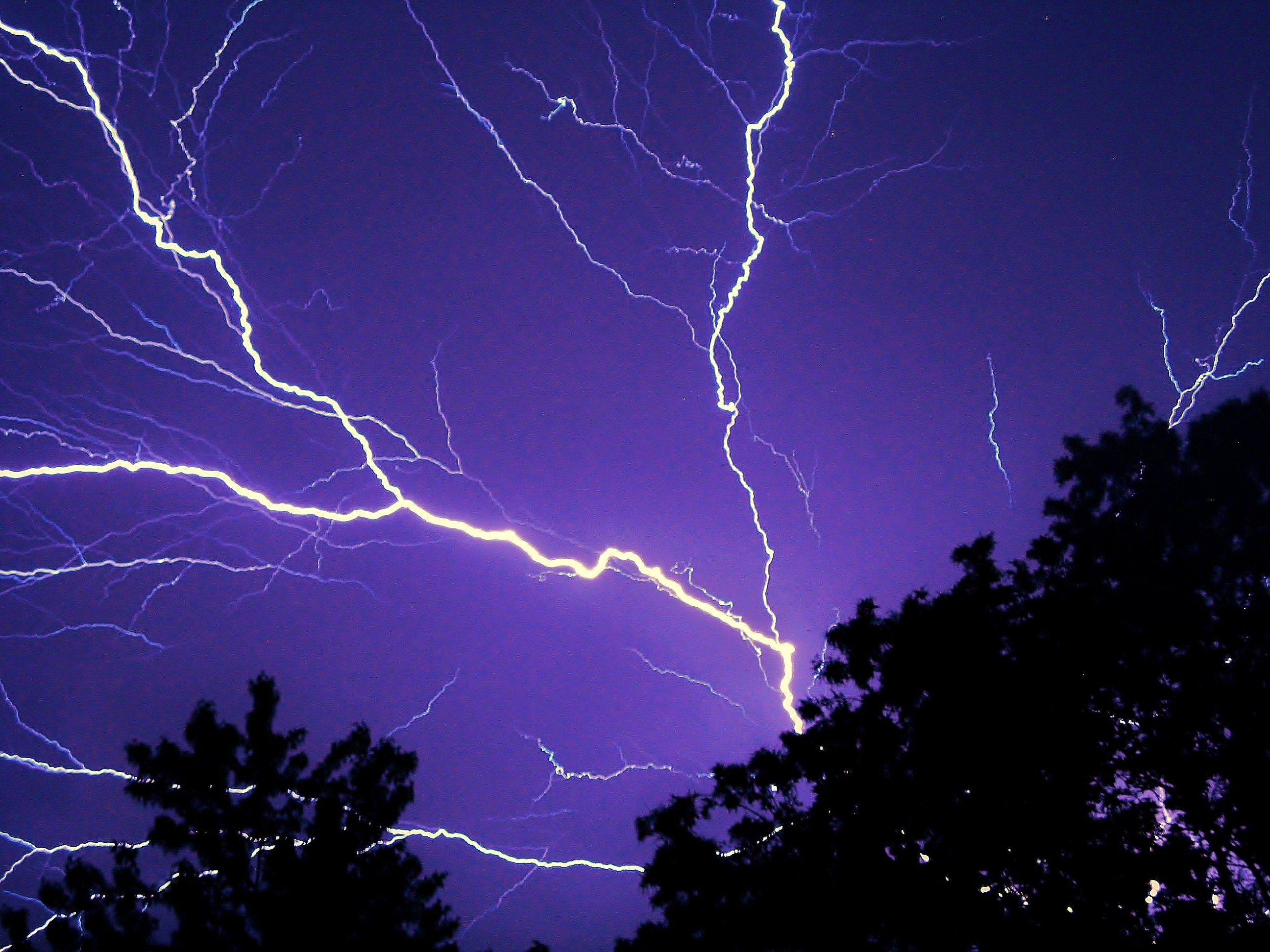
البرق هو تفريغ كهرباء ساكنة ينتقل بين منطقتين مشحنتين.

الكَهْرَطِيسِيَّة أو الكَهْرُمَغْنِيطِيَّةِ أو الكَهْرَمِغْنَطِيسِيَّة أو الكَهْرُومِغْنَاطِيسِيَّة أو المِغناطِيسِيَّة الكَهْرَبائيَّة هي فِيزِياء المجالِ المِغناطيسيّ (أو الحركة المِغناطيسية الكهربائية) هو فرعٌ من فروع الفِيزِياء يدرس العَلاقة بين الكهرباء والمِغناطيس، حيث يؤثر مجال مِغناطيسي على الشِحنة الكهربائية أو الجسيم المشحون كهربائياً (والمقصود بالجسيم يختلف من آنٍ لآخر، ففي الكَهْرَطِيسِيَّة الكلاسيكية يكون المقصود بالجسيم هو الجُسيم النقطي، أما في الديناميكا الكهربائية الكمومية يكون المقصد هو الجسيم الأولي)، وفي المقابل يتأثر المجال أيضاً بوجود تلك الجسيمات وحركتها في هذا المجال.
المجال المِغناطيسي المتغير يخلق مجالاً كهربائياً (وهذه الظاهرة تسمى بالحَثّ الكَهْرَطِيسِيّ وهي أساس عمل المولدات الكهربائية والمحركات الكهربائية والمحول الكهربائي)، وبالمثل يخلق المجال الكهربائي المتغير مجالاً مِغناطيسياً؛ وبسبب هذه التبادلية ما بين المجالين الكهربائي والمِغناطيسي يصبح من الطبيعي أن نَعُدَّهم وجهين لعملة واحدة ألا وهي المجال الكَهْرَطِيسِيّ.
يَنشأُ المجالُ المِغناطيسي نتيجةَ حركةِ الشِحنات الكهربائية (كمثال:التيار الكهربائي)، ويسبب المجال المغناطيسي في وجود تلك القوى المِغناطيسية المصاحبة للمِغناطيس.

## تفصيل

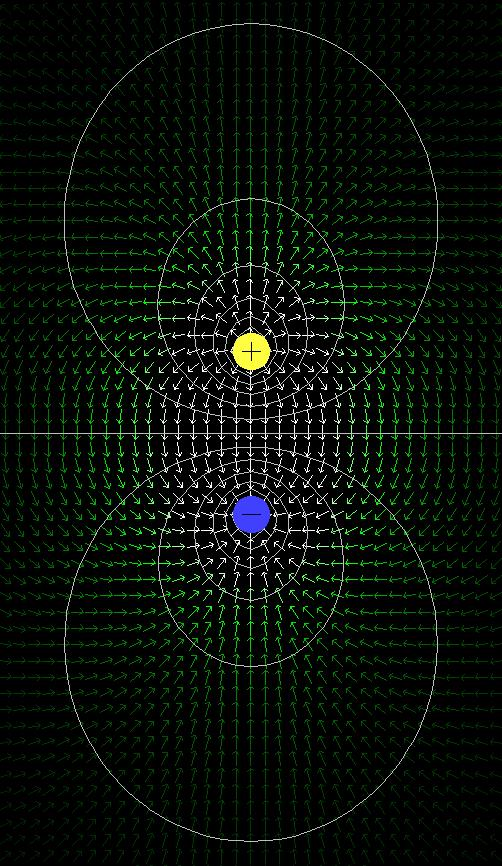
قوى كهرومغناطيسية بين موصلين يمر فيهما تيار كهربائي.

في الفيزياء، القوة الكهرومغناطيسية أو التأثر الكهرومغناطيسي (بالإنجليزية: Electromagnetism)‏ هي ذلك المجال الكهرومغناطيسي الذي يؤثر على الجسيمات ذات الشحنة الكهربائية، مثل الإلكترون والبروتون وجسيمات ألفا والأيونات. وهي القوة التي تربط الإلكترونات في الذرات، كما تربط الذرات في الجزيئات.
وتؤثر القوة الكهرومغناطيسية بواسطة تبادل جسيمات لا كتلة لها وتسمى فوتونات وشبه الفوتونات. والفوتونات هي نفسها موجات كهرومغناطيسية. والقوة الكهرومغناطيسية تعمل على تجاذب الجسيمات المشحونة ذات الشحنة المضادة، أي تجاذب الشحنة الموجبة والشحنة السالبة، وتعمل على تنافر الجسيمات التي تحمل نفس النوع من الشحنة.
والقوة الكهرومغناطيسية هي واحدة من ضمن أربعة قوى أساسية نعرفها تتحكم في بناء العالم المادي. والثلاثة قوى الأخرى هي:
- القوة الشديدة (strong force) (النووية) وهي تعمل في نواة الذرة وتربط بين البروتونات والنيوترونات.
- القوة النووية الضعيفة (weak force) وهي تعمل داخل نواة الذرة وهي المسؤولة عن النشاط الإشعاعي لنواة الذرة.
- قوة الجاذبية أو الثقالة (gravity) وهذه تعمل بين الكتل، ويبلغ مداها إلي مالا نهاية. وقوة الجاذبية تعمل بين جميع الأجسام، وتظهر واضحة في التكوين الكري للأجسام السماوية من كواكب وشـموس، وكذلك تتحكم في أفلاك الكواكب حول الشمس، ودوران المجرات.

القوة الكهرومغناطيسية هي التي تربط الإلكترونات بأنوية الذرات وتربط الذرات بعضها البعض مكونة جزيئات وهي القوة المتحكمة في البنية البلورية. والقوة الشديدة هي التي تربط الكواركات في نواة الذرة وتربط ومكونات النواة (البروتونات) رغم شحناتها المتنافرة الموجبة. وقوة الجاذبية هي التي تكوّر الأرض وتكور الشمس وتجعل الكواكب تدور في أفلاك حول الشمس، وهي التي تربط المجرات بعضها البعض وهي التي تجعلنا منجذبين إلى الأرض.

## تاريخ الكهرومغناطيسية

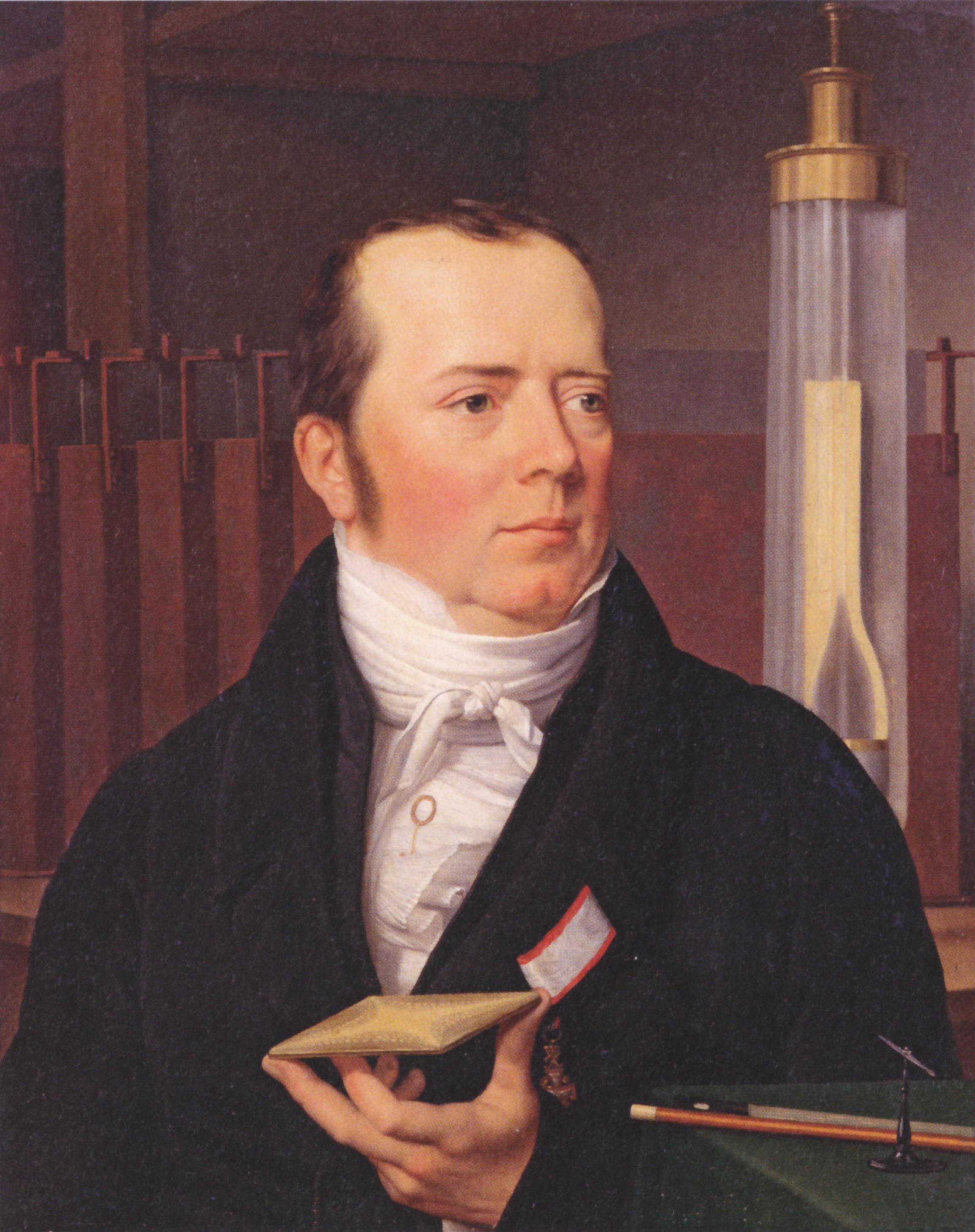
هانز أورستد.

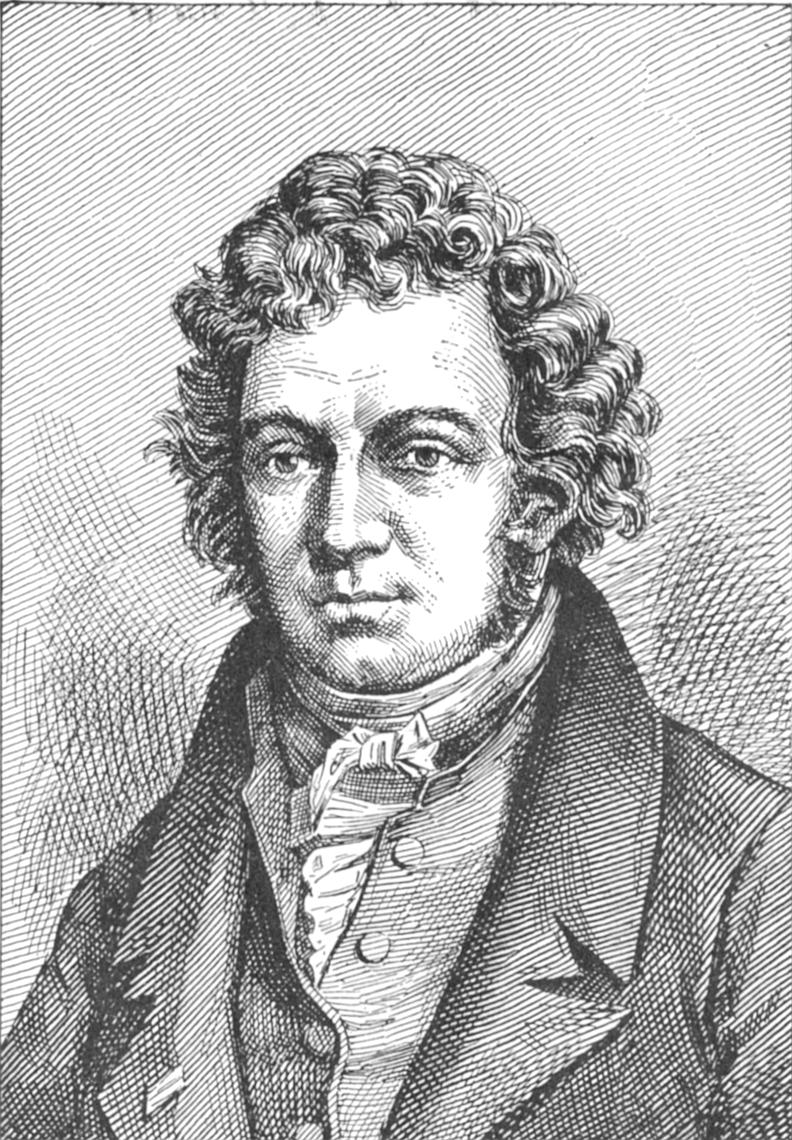
أندريه ماري أمبير.

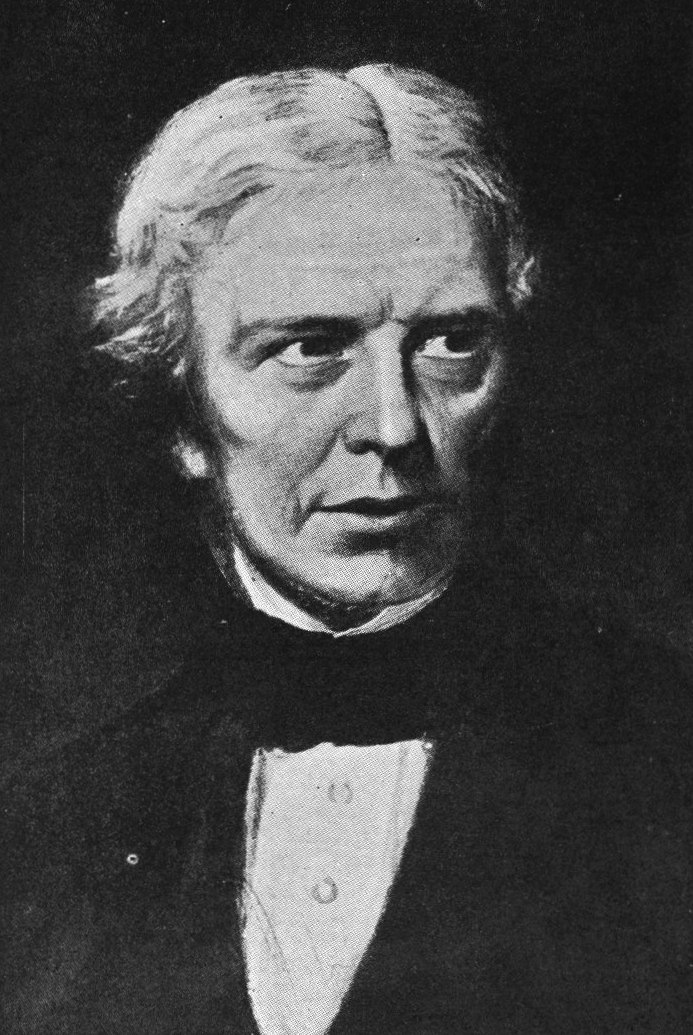
مايكل فاراداي.

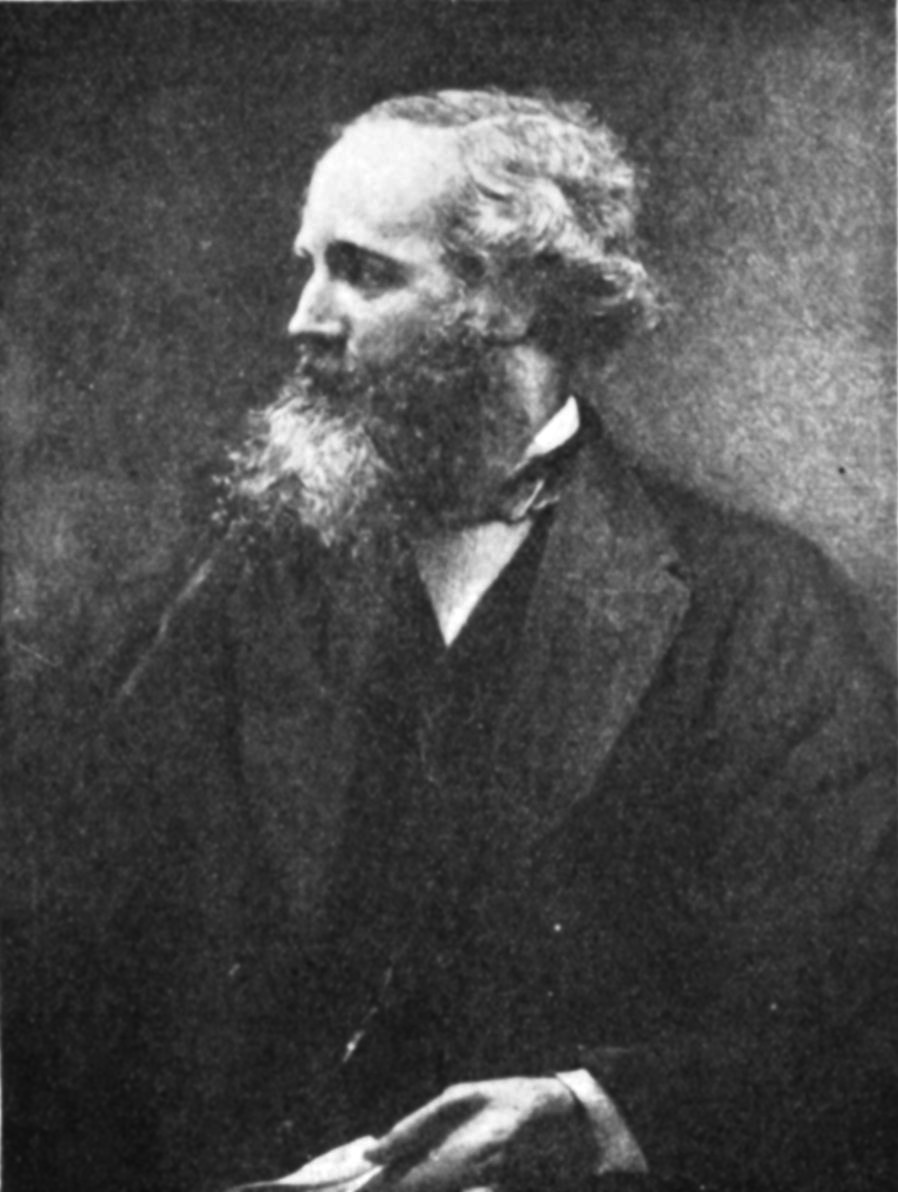
جيمس ماكسويل.

اعتقد في الماضي أن ظاهرة المغناطيسية وظاهرة الكهرباء قوتان منفصلتان. ولكن تلك الرؤية تغيرت عن طريق جيمس ماكسويل في عام 1873 في رسالة علمية تحت عنوان «دراسات عن الكهرباء والمغناطيسية» حيث بين أن التآثر بين شحنات موجبة وسالبة تتحكم فيه قوة واحدة. وبين «ماكسويل» أنه توجد أربعة تأثيرات لتلك التفاعلات المتبادلة، تظهر جميعها خلال التجارب العملية:
1. تتجاذب الشحنات الكهربائية أو تتنافر من بعضها البعض بقوة تتناسب تناسبا عكسيا مع مربع المسافة بينهما تتجاذب الشحنات المتضادة (سالبة، وموجبة)، وتتنافر الشحنات المتماثلة.
2. الأقطاب المغناطيسية تتجاذب أو تتنافر بطريقة مماثلة لسلوك الشحنات الكهربائية، ويوجد للمغناطيس نوعين من الأقطاب. يرتبط قطب شمالي دائما بقطب جنوبي.
3. ينتج التيار الكهربائي مجالا مغناطيسيا دائريا حول السلك، ويكون اتجاه دورانه (إما في اتجاه عقرب الساعة أو في عكس اتجاهها) بحسب اتجاه التيار في السلك.
4. عندما يتحرك سلك في مجال مغناطيسي ينشأ فيه بالتأثير تيار كهربائي، كما ينشأ تيار كهربائي عند تحرك مغناطيسي إلى سلك أو مبتعدا عنه، ويعتمد اتجاه التيار على اتجاه حركة المغناطيس.

لاحظ هانز أورستد في 21 أبريل 1820 وهو يُعد أحد التجارب أن إبرة البوصلة تنحرف عن اتجاهها نحو الشمال عندما كان يغلق ويفتح التيار في دائرة كهربائية يُعدها. وأقنعة التأمل في تلك الظاهرة بأن تيارا كهربائيا يمر في سلك يتسبب في حدوث مجالا مغناطيسيا حول السلك، طبقا لانتشار الضوء. وتأكد من وجود علاقة بين الكهرباء والمغناطيسية.
ولم يستطع أورستد تفسير تلك الظاهرة ولم يصيغها في معادلة رياضية تصف سلوكها. ولكنه ركز البحث في تلك الظاهرة بعدها بثلاثة أشهر، وقام بنشر رسالة علمية مبينا أن مرور تيار كهربائي يتسبب في نشأة مجالا مغناطيسيا حوله. وقد سميت وحدة أورستد للحث الكهرومغناطيسي في نظام وحدات سنتيمتر غرام ثانية cgs باسمه تكريما لإنجازاته العلمية على هذا السبيل.
كانت نتائجه واعزا على أبحاث مستفيضة للعلماء عن الحركية الكهربائية. واستطاع الفيزيائي الفرنسي أندريه أمبير صياغة معادلة رياضية واحدة تصف القوة المغناطيسية بين سلكين يمر فيهما تيار.
يعتبر هذا التوحيد بين المغناطيسية والكهرباء والذي شاهده فاراداي، ثم صاغه ماكسويل بالإضافة إلى ما قام به هاينريش هيرتز من أعمال، يعتبر من أهم الإنجازات العلمية في القرن التاسع عشر في مجال الفيزياء النظرية. وتعلقت بها تبعات هامة، من ضمنها فهم طبيعة الضوء.
ومع اكتشاف نظرية الكم في مطلع القرن العشرين تعمق فهمنا للضوء وللموجات الكهرومغناطيسية، فنعرف اليوم أن تلك الأشعة في صورة كمومية وتنتشر ذاتيا في هيئة مجال كهرومغناطيسي ترددي. وباختلاف تردد الاهتزاز تنتج أنواع مختلفة من الأشعة الكهرومغناطيسية، منها الموجات الراديوية ذات الترددات المنخفضة، إلى الضوء المرئي ذو ترددات متوسطة، إلى أشعة إكس ذات تردد عالي، ثم إلى أشعة غاما ذات الترددات العالية جدا.
لم يكن «أورستد» العالم الوحيد الذي ربط بين الكهرباء والمغناطيسية. في عام 1802 قام العالم الإيطالي «جيان روماجنوزي» بدراسة انحراف إبرة البوصلة في وجود شحنات كهرباء ثابتة. ولكن لم ينتبه العلماء إلى هذا الاكتشاف في عام 1802.

## القوة الكهرومغناطيسية
القوة الكهرومغناطيسية هي القوة التي يؤثر بها المجال الكهرومغناطيسي على الجسيمات الكهربية. وهي واحدة من بين أربع قوى أساسية في الطبيعة؛ وباقي تلك القوي الأساسية هي القوى النووية القوية (وهي تلك المسؤولة عن ترابط نواة الذرة)، والقوى النووية الضعيفة والجاذبية؛ فأي قوة في عالمنا عبارة عن تجميع لنسب مختلفة من هذه القوى الأربع الأساسية.
القوى الكهرومغناطيسية هي المسؤولة عمليا عن كل مظاهر الحياة اليومية العادية فيما عدا الجاذبية؛ فكل القوى المؤثرة في ربط ما بين الذرات وبعضها البعض يمكن إرجاعها إلى القوة الكهرومغناطيسية التي تؤثر على الجسيمات الكهربية في الذرّة من الكترونات وبروتونات؛ وبذلك يمكن اعتبار قوى «الشد» و«الدفع» التي نتعرض لها في حياتنا اليومية العادية عند الاصطدام بالأجسام العادية آتية من قوى الترابط ما بين الذرات المكونة لأجسامنا وتلك الذرات المكونة للأجسام التي صدمناها.

## المغناطيس الكهربائي
المغناطيس الكهربائي عبارة عن مغناطيس تتولد فيه المغناطيسية فقط بسبب تدفق تيار كهربي خلال سلك ما وعادة ما تُصنع المغانط الكهربية من لفاف من السلك -ما يـُـسمـّـى بـ"وشيعة"- بعدد لفات كبير لزيادة التأثير المغناطيسي (المغنطة). ويُمكن زيادة المجال المغناطيسي الذي تنتجه الوشيعة بوضع مادة مغناطيسية خاصـّـة، كقضيب حديدي، داخل الوشيعات. ويتسبب التيار المار خلال الوشيعة في تحول الحديد (الحديد المطاوع) إلى مغناطيس مؤقت.

## الظاهرة الكهروضوئية
قام ألبرت أينشتاين بنشر رسالة علمية غيرت المفهوم الشائع في مطلع القرن العشرين، وكانت الرسالة عن ظاهرة كهروضوئية (حصل من أجلها على جائزة نوبل في الفيزياء) وكان قد وصل إلى علمه ما أسماه ماكس بلانك عن الكم "quanta". فأوضح أن الضوء أيضا يمكن أن يكون في صورة كمومية لما يشبه جسيم، وسُمي شعاع الضوء بعد ذلك فوتون.
وأوضحت نظرية أينشتاين عن الظاهرة الكهروضوئية ما كان قد ظهر لماكس بلانك في عام 1900 بأنه كارثة الاشعة فوق البنفسجية. بين ماكس بلانك أن الأجسام الساخنة تشع أشعة كهرومغناطيسية في هيئة كمات "quanta"، تنتسب إلى الطاقة الكلية التي يشعها جسم أسود، وكانت كلا من نتائج بلانك وأينشتاين في تعارض مع النظرة الكلاسيكية (علوم القرن التاسع عشر) التي كانت تعتبر أن الضوء يصدر في موجات مستمرة (غير منفصلة).
بذلك أفسحت نظرية بلانك ونظرية أينشتاين المجال لابتكار ميكانيكا الكم التي صيغت في عام 1925، وتدخلت إلى ابتكار نظرية الكم الكهرومغناطيسي. واكتملت النظرية الجديدة بين الأعوام (1940-1950) فيما يسمى كهروديناميكا كمية، وفي تطبيقات نظرية الاضطراب.

## كميات ووحدات الكهرومغناطيسية
تعتبر وحدات الكهرومغناطيسية جزء من نظام الوحدات الكهربائية وهي تعتمد أساسا على الخاصية المغناطيسية للتيار الكهربائي، ووحدة التيارالكهربائي هي أمبير طبقا للنظام الدولي للوحدات. وحدات الكهرومغناطيسية هي:
- أمبير وحدة التيار الكهربائي
- كولوم وحدة الشحنة الكهربائية
- فاراد وحدة السعة الكهربائية
- هنري وحدة الحث
- أوم وحدة المقاومة الكهربائية
- تسلا كثافة الفيض المغناطيسي
- فولط وحدة الجهد الكهربائي
- واط وحدة القدرة
- فيبر وحدة الفيض المغناطيسي

بالنسبة إلى نظام وحدات سنتيمتر غرام ثانية فيعرف التيار الكهربائي طبقا لقانون أمبير وفيه تكون السماحية الكهرومغناطيسية عبارة عن كمية لا بعدية (سماحية نسبية) وتساوي 1 للفراغ. بالتالي نتخذ مربع سرعة الضوء في الفراغ في عدة معادلات تربط بين تلك الكميات في هذا النظام.
| وحدات الكهرومغناطيسية القياسية  | وحدات الكهرومغناطيسية القياسية               | وحدات الكهرومغناطيسية القياسية | وحدات الكهرومغناطيسية القياسية | وحدات الكهرومغناطيسية القياسية |
| رمز الكمية                      | الكمية                                       | الواحدة                        | رمز الواحدة                    | الأبعاد                        |
| ------------------------------- | -------------------------------------------- | ------------------------------ | ------------------------------ | ------------------------------ |
| I                               | التيار                                       | أمبير (وحدات قياسية)           | A                              | A                              |
| Q                               | شحنة كهربائية                                | كولوم                          | C                              | A·s                            |
| V                               | فرق الجهد                                    | فولت                           | V                              | J/C = kg·m2·s−3·A−1            |
| R، Z، X                         | مقاومة، معاوقة، مفاعلة بالترتيب              | أوم                            | Ω                              | V/A = kg·m2·s−3·A−2            |
| ρ                               | مقاومية                                      | أوم متر                        | Ω·m                            | kg·m3·s−3·A−2                  |
| P                               | القدرة الكهربائية                            | واط                            | W                              | V·A = kg·m2·s−3                |
| C                               | سعة كهربائية                                 | فاراد                          | F                              | C/V = kg−1·m−2·A2·s4           |
| {\displaystyle F^{-1}}          | مرانة                                        | مقلوب الفاراد                  | F−1                            | kg·m2·A−2·s−4                  |
| {\displaystyle \,\varepsilon }  | سماحية                                       | فاراد لكل متر                  | F/m                            | kg−1·m−3·A2·s4                 |
| Y ، G ، B                       | مسامحة، مواصلة، مطاوعة                       | سيمنز                          | S                              | Ω−1 = kg−1·m−2·s3·A2           |
| {\displaystyle \,\sigma }       | موصلية                                       | سيمنز في متر                   | S/m                            | kg−1·m−3·s3·A2                 |
| {\displaystyle \,\phi }         | تدفق مغناطيسي                                | فيبر                           | Wb                             | V·s = kg·m2·s−2·A−1            |
| B                               | كثافة التدفق المغناطيسي أو المجال المغناطيسي | تيسلا                          | T                              | Wb/m2 = kg·s−2·A−1             |
| H                               | شدة المجال المغناطيسي                        | أمبير لكل متر                  | A/m                            | A·m−1                          |
| {\displaystyle {\mathfrak {R}}} | ممانعة                                       | أمبير لكل فيبر                 | A/Wb                           | kg−1·m−2·s2·A2                 |
| L                               | محاثة مغناطيسية                              | هنري                           | H                              | Wb/A = V·s/A = kg·m2·s−2·A−2   |
| {\displaystyle \,\mu }          | نفاذية                                       | هنري على متر                   | H/m                            | kg·m·s−2·A−2                   |
| {\displaystyle \ \chi }         | قابلية مغناطيسية                             | (بلا أبعاد)                    | χ                              | -                              |

## وصلات خارجية
- محول وحدات قوة المجال المغناطيسي (بالإنجليزية)
- القوة الكهرومغناطيسية (بالإنجليزية)